# Équipe du Brésil de Fed Cup
L'équipe du Brésil de Fed Cup est l’équipe qui représente le Brésil lors de la compétition de tennis féminin par équipe nationale appelée Fed Cup (ou « Coupe de la Fédération » entre 1963 et 1994).
Elle est constituée d'une sélection des meilleures joueuses de tennis brésiliennes du moment sous l’égide de la Fédération brésilienne de tennis.

## Résultats par année

### 1965 - 1969
- 1965 (4 tours, 11 équipes) : pour sa première participation, après un « bye » au 1er tour, le Brésil s'incline en 1/4 de finale contre la France.
- 1966 - 1967 : le Brésil ne participe pas à ces éditions.
- 1968 (5 tours, 23 équipes) : après un « bye » au 1er tour, le Brésil s'incline au 2e tour contre l’Australie.
- 1969 (5 tours, 20 équipes) : le Brésil déclare forfait au 1er tour contre l’Allemagne de l'Ouest.

### 1970 - 1979
- 1970 - 1971 : le Brésil ne participe pas à ces éditions.
- 1972 (5 tours, 31 équipes) : après une victoire au 1er tour contre la Suisse, le Brésil s'incline au 2e tour contre l’Afrique du Sud.
- 1973 (5 tours, 30 équipes) : le Brésil s'incline au 1er tour contre la Roumanie.
- 1974 : le Brésil ne participe pas à cette édition organisée à Naples.
- 1975 (5 tours, 31 équipes) : le Brésil s'incline au 1er tour contre l’Italie.
- 1976 (5 tours, 32 équipes) : le Brésil s'incline au 1er tour contre les Pays-Bas.
- 1977 (5 tours, 32 équipes) : après une victoire au 1er tour contre  Taïwan, le Brésil s'incline au 2e tour contre l’Australie.
- 1978 (5 tours, 32 équipes) : le Brésil s'incline au 1er tour contre l’Allemagne de l'Ouest.
- 1979 : le Brésil ne participe pas à cette édition organisée à Madrid.

### 1980 - 1989
- 1980 : le Brésil ne participe pas à cette édition organisée à Berlin.
- 1981 (5 tours, 32 équipes) : après une victoire au 1er tour contre l’Irlande, le Brésil s'incline au 2e tour contre l’Allemagne de l'Ouest.
- 1982 (5 tours, 32 équipes) : après une victoire au 1er tour contre la France et  Hong Kong au 2e tour, le Brésil s'incline en 1/4 de finale contre les États-Unis.
- 1983 (qualifications + 5 tours, 39 équipes) : après une victoire au 1er tour contre  Israël, le Brésil s'incline au 2e tour contre la Grande-Bretagne.
- 1984 (qualifications + 5 tours, 36 équipes) : le Brésil s'incline au 1er tour contre la Suède.
- 1985 (qualifications + 5 tours, 38 équipes) : le Brésil s'incline au 1er tour contre la Chine.
- 1986 (qualifications + 5 tours, 42 équipes) : après une victoire au 1er tour contre la Roumanie, le Brésil s'incline au 2e tour contre l’Allemagne de l'Ouest.
- 1987 (qualifications + 5 tours, 42 équipes) : le Brésil s'incline au 1er tour contre la Nouvelle-Zélande.
- 1988 (qualifications + 5 tours, 36 équipes) : le Brésil s'incline au 1er tour contre la Tchécoslovaquie.
- 1989 (qualifications + 5 tours, 40 équipes) : le Brésil s'incline au 1er tour contre le Canada.

### 1990 - 1999
- 1990 (qualifications + 5 tours, 44 équipes) : le Brésil s'incline au 1er tour contre l’URSS.
- 1991 (qualifications + 5 tours + barrages, 56 équipes) : après une défaite au 1er tour contre la Chine, une défaite en play-offs contre l’Argentine, le Brésil s'incline en play-offs contre le Paraguay.
- 1992 - 1993 - 1994 : le Brésil ne participe pas à ces éditions.

La compétition change de format à compter de 1995 : la Coupe de la Fédération devient Fed Cup.
- 1995 - 1996 - 1997 - 1998 - 1999 : le Brésil concourt dans les compétitions par zones géographiques.

### 2000 - 2009
- 2000 - 2001 - 2002 : le Brésil concourt dans les compétitions par zones géographiques.
- 2003 (4 tours, 16 équipes + play-offs) : le Brésil s'incline en play-offs I contre la Croatie.
- 2004 (4 tours, 16 équipes + play-offs) : le Brésil s'incline en play-offs I contre la Croatie.
- 2005 - 2006 - 2007 - 2008 - 2009 : le Brésil concourt dans les compétitions par zones géographiques.

### 2010 - 2015
- 2010 - 2011 - 2012 - 2013 : le Brésil concourt dans les compétitions par zones géographiques.
- 2014 (3 tours, 8 équipes + groupe mondial II, play-offs I et II) : le Brésil s'incline en play-offs II contre la Suisse.
- 2015 : le Brésil concourt dans les compétitions par zones géographiques.

## Bilan de l'équipe
Résultats des confrontations entre le Brésil et ses adversaires les plus fréquents (3 rencontres minimum dans les groupes mondiaux).
| # | Adversaires | Rencontres | Victoires | Défaites | % victoires |
| - | ----------- | ---------- | --------- | -------- | ----------- |
| 1 | Allemagne   | 4          | 0         | 4        | 0 %         |

## Bilan des joueuses les plus sélectionnées
Ce bilan est calculé sur la base des rencontres officielles des groupes mondiaux et barrages I et II. Les rencontres des tableaux dits de « consolation » et celles par « zones géographiques » ne sont pas prises en compte. Les joueuses comptant moins de 5 sélections ne sont pas reprises dans le tableau.
| # | Joueuses          | De   | à    | Sélections | Matchs | Victoires | Défaites | % victoires |
| - | ----------------- | ---- | ---- | ---------- | ------ | --------- | -------- | ----------- |
| 1 | Cláudia Monteiro  | 1981 | 1985 | 9          | 15     | 7         | 8        | 47 %        |
| 2 | Neige Dias        | 1985 | 1988 | 5          | 9      | 3         | 6        | 33 %        |
| 3 | Pat Medrado       | 1975 | 1988 | 17         | 30     | 12        | 18       | 40 %        |
| 4 | Vera-Lucia Giugni | 1976 | 1982 | 5          | 6      | 2         | 4        | 33 %        |